# Grève de février 1941

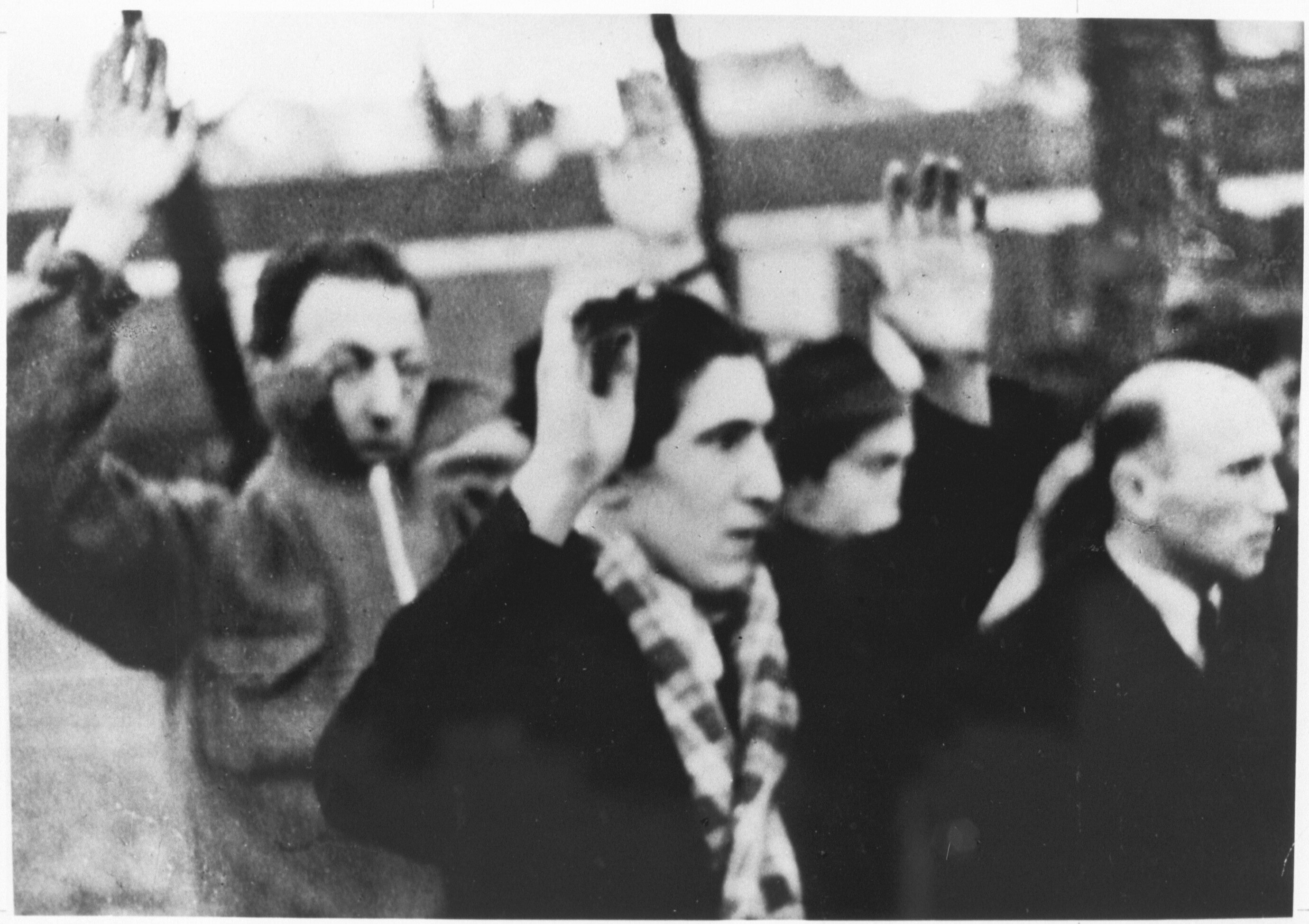
Rafle de Juifs à Amsterdam.

La grève de février 1941 (en néerlandais : Februaristaking, soit « grève de février ») est une grève générale de la population à Amsterdam qui dure deux jours, les 25 et 26 février, pour protester contre les rafles de Juifs par l'occupant nazi.
Elle amène à la paralysie de la ville le second jour, avec des mouvements similaires dans les autres villes de la région, notamment Zaandam, Haarlem, Velsen, Hilversum, Bussum, Weesp, Muiden et Utrecht. Organisée par le Parti communiste des Pays-Bas, elle est soutenue par une grande majorité des habitants de la capitale néerlandaise. Trois organisateurs sont exécutés par les nazis au Waalsdorpervlakte, un lieu-dit près de La Haye, où durant l'occupation, plus de 250 résistants néerlandais trouveront la mort, fusillés par les nazis.

## Description de l'événement
(août 2024).

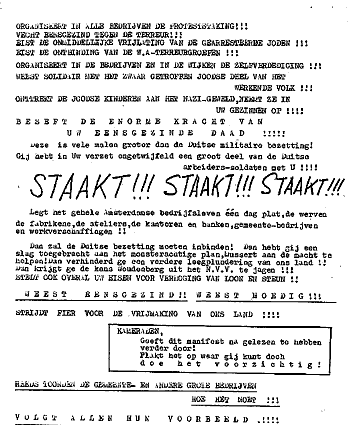
Le tract annonçant la grève.

Au début de la Seconde Guerre mondiale, la population juive aux Pays-Bas compte plus de 140 000 personnes recensées. Plus de trois quarts des Juifs seront déportés. Amsterdam, plus grande agglomération du pays, avait notamment une importante communauté juive qui réside dans des quartiers tel le Plantage et autour de la Waterlooplein.
En février débutent les premières rafles à Amsterdam, organisées par le gouverneur autrichien des Pays-Bas, Arthur Seyss-Inquart, à la suite d'affrontements de rues dans le quartier juif de la Waterlooplein provoqués par le parti nazi néerlandais, le NSB et son bras armé, les WA (Weerbaarheidsafdelingen) à partir du 11 février.
Le Reichskommissar Seyss-Inquart est très peu accepté de la population amstellodamoise : rares sont ceux qui adhèrent au NSB. Le début des arrestations de Juifs provoque ainsi un mouvement contestataire de la population amstellodamoise le 25 février : une réunion en plein air est organisée sur le Noordermarkt, afin d'organiser une résistance pacifique contre la ségrégation des Juifs. Les communistes, pourchassés par les Allemands, impriment des tracts pour appeler à la grève générale dès le lendemain matin. Les premiers grévistes sont les conducteurs du tramway d'Amsterdam, rejoints par les fonctionnaires des autres services municipaux dont le personnel enseignant. Le grand magasin De Bijenkorf se met également en grève. Le 26 février 1941, 300 000 personnes défilent ainsi, bloquant la vie de la ville et prenant les occupants nazis par surprise.
Bien que le 27 février suivant, la police allemande mène des opérations de répression pour empêcher toute nouvelle manifestation, cet acte est le premier de grande ampleur de Résistance contre les nazis aux Pays-Bas. Les Allemands démettent de leurs fonctions les officiels municipaux dont le bourgmestre Willem de Vlught, les remplaçant par des sympathisants.

## Reconnaissance
La ville d'Amsterdam est collectivement remerciée et honorée par Israël comme Justes parmi les nations dans le mémorial de Yad Vashem, un arbre et une plaque en gardent la mémoire.